# Etapa de Sakhir da Fórmula 2 em 2019
A corrida de Sakhir da Fórmula 2 em 2019 foi a primeira  etapa do Campeonato de Fórmula 2 de 2019, categoria de monopostos regulamentada pela Federação Internacional de Automobilismo (FIA). A corrida principal, com duração de 25 voltas, foi realizada em 30 de março e a corrida de sprint, com duração de 18 voltas, em 31 de março de 2019, ambas no Circuito Internacional do Barém, localizado na região de Sakhir, Barém. As duas corridas serviram de apoio ao Grande Prêmio do Barém de Fórmula 1, realizado no mesmo local.
Luca Ghiotto da UNI-Virtuosi faturou a Pole Position para a corrida principal, batendo o suiço Louis Delétraz da Carlin por três décimos. A corrida principal teve o canadense Nicholas Latifi da DAMS como vencedor, com Luca Ghiotto da UNI-Virtuosi e Sérgio Sette Câmara da DAMS completando o pódio. A corrida sprint teve como vencedor o italiano Luca Ghiotto da UNI-Virtuosi, com Sérgio Sette Câmara e Nicholas Latifi da DAMS completando o pódio.

## Classificação

### Qualificação
| Pos.   | No. | Piloto               | Equipe                        | Tempo    | Dif.   | Grid |
| ------ | --- | -------------------- | ----------------------------- | -------- | ------ | ---- |
| 1      | 8   | Luca Ghiotto         | UNI-Virtuosi                  | 1:40.504 | —      | 1    |
| 2      | 1   | Louis Delétraz       | Carlin                        | 1:40.871 | +0.367 | 2    |
| 3      | 4   | Nyck de Vries        | ART Grand Prix                | 1:40.889 | +0.385 | 3    |
| 4      | 6   | Nicholas Latifi      | DAMS                          | 1:40.964 | +0.460 | 4    |
| 5      | 15  | Jack Aitken          | Campos Racing                 | 1:41.115 | +0.611 | 5    |
| 6      | 2   | Nobuharu Matsushita  | Carlin                        | 1:41.137 | +0.633 | 6    |
| 7      | 10  | Sean Gelael          | Prema Racing                  | 1:41.254 | +0.750 | 7    |
| 8      | 5   | Sérgio Sette Câmara  | DAMS                          | 1:41.310 | +0.806 | 8    |
| 9      | 21  | Ralph Boschung       | Trident                       | 1:41.505 | +1.001 | 9    |
| 10     | 9   | Mick Schumacher      | Prema Racing                  | 1:41.583 | +1.079 | 10   |
| 11     | 19  | Anthoine Hubert      | BWT Arden                     | 1:41.596 | +1.092 | 11   |
| 12     | 12  | Juan Manuel Correa   | Sauber Junior Team by Charouz | 1:41.722 | +1.218 | 12   |
| 13     | 3   | Nikita Mazepin       | ART Grand Prix                | 1:41.848 | +1.344 | 13   |
| 14     | 16  | Jordan King          | MP Motorsport                 | 1:41.857 | +1.353 | 14   |
| 15     | 20  | Giuliano Alesi       | Trident                       | 1:41.864 | +1.360 | 15   |
| 16     | 14  | Dorian Boccolacci    | Campos Racing                 | 1:41.918 | +1.414 | 16   |
| 17     | 7   | Guanyu Zhou          | UNI-Virtuosi                  | 1:42.123 | +1.619 | 17   |
| 18     | 11  | Callum Ilott         | Sauber Junior Team by Charouz | 1:42.280 | +1.776 | 18   |
| 19     | 18  | Tatiana Calderón     | BWT Arden                     | 1:42.810 | +2.306 | 19   |
| 20     | 17  | Mahaveer Raghunathan | MP Motorsport                 | 1:43.343 | +2.839 | 20   |
| Fonte: |     |                      |                               |          |        |      |

### Corrida principal
| Pos.                                                                   | No. | Piloto               | Equipe                        | Voltas | Tempo/Abandono | Grid | Pontos |
| ---------------------------------------------------------------------- | --- | -------------------- | ----------------------------- | ------ | -------------- | ---- | ------ |
| 1                                                                      | 6   | Nicholas Latifi      | DAMS                          | 32     | 59:19.517      | 4    | 25     |
| 2                                                                      | 8   | Luca Ghiotto         | UNI-Virtuosi                  | 32     | +8.744         | 1    | 18+4   |
| 3                                                                      | 5   | Sérgio Sette Câmara  | DAMS                          | 32     | +14.826        | 8    | 15     |
| 4                                                                      | 19  | Anthoine Hubert      | BWT Arden                     | 32     | +17.273        | 11   | 12     |
| 5                                                                      | 1   | Louis Delétraz       | Carlin                        | 32     | +26.686        | 2    | 10     |
| 6                                                                      | 4   | Nyck de Vries        | ART Grand Prix                | 32     | +28.497        | 3    | 8      |
| 7                                                                      | 15  | Jack Aitken          | Campos Racing                 | 32     | +31.545        | 5    | 6      |
| 8                                                                      | 9   | Mick Schumacher      | Prema Racing                  | 32     | +34.708        | 10   | 4      |
| 9                                                                      | 2   | Nobuharu Matsushita  | Carlin                        | 32     | +37.395        | 6    | 2      |
| 10                                                                     | 7   | Guanyu Zhou          | UNI-Virtuosi                  | 32     | +41.131        | 17   | 1+2    |
| 11                                                                     | 21  | Ralph Boschung       | Trident                       | 32     | +42.092        | 9    |        |
| 12                                                                     | 20  | Giuliano Alesi       | Trident                       | 32     | +47.711        | 15   |        |
| 13                                                                     | 18  | Tatiana Calderón     | BWT Arden                     | 32     | +55.775        | 19   |        |
| 14                                                                     | 11  | Callum Ilott         | Sauber Junior Team by Charouz | 32     | +56.293        | 18   |        |
| 15                                                                     | 14  | Dorian Boccolacci    | Campos Racing                 | 32     | +1:14.247      | 16   |        |
| 16                                                                     | 12  | Juan Manuel Correa   | Sauber Junior Team by Charouz | 32     | +1:24.988      | 12   |        |
| 17                                                                     | 16  | Jordan King          | MP Motorsport                 | 32     | +1:26.511      | 14   |        |
| 18                                                                     | 17  | Mahaveer Raghunathan | MP Motorsport                 | 32     | +1:33.150      | 20   |        |
| 19                                                                     | 3   | Nikita Mazepin       | ART Grand Prix                | 32     | +1:37.568      | 13   |        |
| Ret                                                                    | 10  | Sean Gelael          | Prema Racing                  | 4      | Rodou          | 7    |        |
| Volta mais rápida: Guanyu Zhou (UNI-Virtuosi) — 1:47.645 (na volta 18) |     |                      |                               |        |                |      |        |
| Fonte:                                                                 |     |                      |                               |        |                |      |        |

### Corrida Sprint
| Pos.                                                                       | No. | Piloto               | Equipe                        | Voltas | Tempo/Abandono  | Grid | Pontos |
| -------------------------------------------------------------------------- | --- | -------------------- | ----------------------------- | ------ | --------------- | ---- | ------ |
| 1                                                                          | 8   | Luca Ghiotto         | UNI-Virtuosi                  | 23     | 42:36.192       | 7    | 15     |
| 2                                                                          | 5   | Sérgio Sette Câmara  | DAMS                          | 23     | +5.474          | 6    | 12     |
| 3                                                                          | 6   | Nicholas Latifi      | DAMS                          | 23     | +6.867          | 8    | 10     |
| 4                                                                          | 7   | Guanyu Zhou          | UNI-Virtuosi                  | 23     | +18.240         | 10   | 8      |
| 5                                                                          | 1   | Louis Delétraz       | Carlin                        | 23     | +21.939         | 4    | 6      |
| 6                                                                          | 9   | Mick Schumacher      | Prema Racing                  | 23     | +24.679         | 1    | 4      |
| 7                                                                          | 4   | Nyck de Vries        | ART Grand Prix                | 23     | +25.154         | 3    | 2+2    |
| 8                                                                          | 16  | Jordan King          | MP Motorsport                 | 23     | +25.520         | 17   | 1      |
| 9                                                                          | 19  | Anthoine Hubert      | BWT Arden                     | 23     | +30.514         | 5    |        |
| 10                                                                         | 10  | Sean Gelael          | Prema Racing                  | 23     | +30.532         | 20   |        |
| 11                                                                         | 15  | Jack Aitken          | Campos Racing                 | 23     | +32.224         | 2    |        |
| 12                                                                         | 2   | Nobuharu Matsushita  | Carlin                        | 23     | +35.980         | 9    |        |
| 13                                                                         | 3   | Nikita Mazepin       | ART Grand Prix                | 23     | +40.541         | 19   |        |
| 14                                                                         | 21  | Ralph Boschung       | Trident                       | 23     | +43.074         | 11   |        |
| 15                                                                         | 18  | Tatiana Calderón     | BWT Arden                     | 23     | +46.006         | 13   |        |
| 16                                                                         | 11  | Callum Ilott         | Sauber Junior Team by Charouz | 23     | +56.487         | 14   |        |
| 17                                                                         | 14  | Dorian Boccolacci    | Campos Racing                 | 23     | +1:00.048       | 15   |        |
| 18                                                                         | 12  | Juan Manuel Correa   | Sauber Junior Team by Charouz | 23     | +1:32.585       | 16   |        |
| 19                                                                         | 17  | Mahaveer Raghunathan | MP Motorsport                 | 22     | +1 Volta        | 18   |        |
| DSQ                                                                        | 20  | Giuliano Alesi       | Trident                       | 23     | Desclassificado | 12   |        |
| Volta mais rápida: Nyck de Vries (ART Grand Prix) — 1:47.145 (na volta 14) |     |                      |                               |        |                 |      |        |
| Fonte:                                                                     |     |                      |                               |        |                 |      |        |

## Tabelas após a corrida
| # | Pos. | Piloto              | Pontos |
| - | ---- | ------------------- | ------ |
| 1 | 1    | Luca Ghiotto        | 37     |
| 1 | 2    | Nicholas Latifi     | 35     |
|   | 3    | Sérgio Sette Câmara | 27     |
| 1 | 4    | Louis Delétraz      | 16     |
| 1 | 5    | Anthoine Hubert     | 12     |

| # | Pos. | Equipe              | Pontos |
| - | ---- | ------------------- | ------ |
|   | 1    | DAMS                | 62     |
|   | 2    | UNI-Virtuosi Racing | 48     |
| 1 | 3    | Carlin              | 18     |
| 1 | 4    | BWT Arden           | 12     |
|   | 5    | ART Grand Prix      | 12     |